# Hugh Robert Mill
Hugh Robert Mill est un géographe et météorologue britannique né le 28 mai 1861 à Thurso et mort le 5 avril 1950. Il joue un rôle important dans la réforme de l'enseignement de la géographie et dans le développement de la météorologie en tant que science.

## Biographie
Hugh Mill est né en Écosse, le fils du docteur James Mill. Il a fait ses études en Écosse, obtenant son baccalauréat en 1883 et son doctorat en 1886 de l'Université d'Édimbourg.
En 1884, il fut nommé chimiste et physicien à la station de marine écossaise. En 1887, il devint conférencier auprès du mouvement de vulgarisation universitaire. En 1892, il fut nommé bibliothécaire à la Royal Geographical Society de Londres, un poste qu'il a occupé au cours de l'âge héroïque de l'exploration en Antarctique (1895-1922). Ami de Robert Falcon Scott, d'Ernest Shackleton et plus particulièrement de William Speirs Bruce qui a conduit l'expédition Scotia (1902-1904), il est devenu un expert dans le domaine bien que n'ayant pu participer sur place à cause de sa santé fragile. Il est à l'origine de l'abandon de la médecine par Bruce pour la recherche polaire en le recommandant à la Dundee Whaling Expedition (1892-1893) en Antarctique et à d'autres expéditions dans l'Arctique.
Mill fut registraire de 1893 à 1899 de la section géographique de la British Science Association et influença grandement l'enseignement de cette matière. Il a siégé à de nombreux comités liés à la météorologie et à des domaines connexes, notamment le Conseil international pour l'étude de la mer (1901-1908) et le comité du Board of Trade sur la puissance hydraulique des îles britanniques (1918). En 1901, il devint directeur de la British Rainfall Organization et rédacteur en chef de British Rainfall et du magazine météorologique Symons. Lorsque la British Rainfall Organization fut transformée en une fiducie en 1910, il devint président des administrateurs, poste duquel il prit sa retraite en 1919. De 1906 à 1919, il fut expert en précipitations auprès du Metropolitan Water Board.

## Publications et honneurs
Parmi ses publications, il faut citer :
- Hints to Teachers and Students on the Choice of Geographical Books for Reference and Reading, with Classified Lists (1897) ;
- New Lands (1900) ;
- The Siege of the South Pole (1905) ;
- The Life of Sir Ernest Shackleton (1923) (la première vraie biographie de Shackleton) ;
- Hugh Robert Mill : An Autobiography, with introduction by L. Dudley Stamp (1951) ;
- Il fut éditeur de The International Geography (1911) et éditeur géographique de la 11e édition d'Encyclopædia Britannica (1911).

Mill fut secrétaire honoraire de la Royal Meteorological Society de 1902 à 1907, puis président. Ces postes lui ont permis d,avoir une profonde influence sur le développement de la météorologie. Ce fut reconnue par l'institution qui créa la médaille Hugh Robert Mill en son honneur et dont il fut le premier lauréat. Il fut vice-président de la Royal Geographical Society de 1927 à 1931, mais son état de santé le força à refuser la présidence en 1933.
Mill est finalement commémoré par le glacier Mill (en), dépendant du glacier Beardmore.